# دنیاگیری کووید-۱۹ در کشتی دایموند پرینسس

یوکوهاما در ژاپن

ویروس کروناویروس سندرم حاد تنفسی ۲ (SARS-CoV-2) در میان مسافران و خدمهٔ کشتی گردشی بریتانیایی دایموند پرینسس به‌طور گسترده‌ای شیوع داشته‌است.

## گاه‌شمار
در ۴ فوریهٔ ۲۰۲۰ تأیید شد که ویروس سارس-کوو-۲ در کشتی گردشی بریتانیایی دایموند پرینسس (شماره کروز M003) شیوع پیدا کرده‌است. تا ۲ مارس ۲۰۲۰ شمار موارد تأییدشدهٔ ابتلا در این کشتی از شمار مبتلایان در هر کشوری به‌جز چین، ایران، ایتالیا و کره جنوبی بیشتر بوده‌است.
در ۲۰ ژانویه ۲۰۲۰ یک مسافر ۸۰ ساله اهل هنگ‌کنگ در یوکوهاما سوار این کشتی شد و در ۲۵ ژانویه در هنگ‌کنگ از کشتی پیاده شد. در ۱ فوریه، شش روز پس از ترک کشتی، او به بیمارستانی در هنگ‌کنگ مراجعه کرد و در این بیمارستان نتیجهٔ آزمایش او برای بیماری کرونای جدید مثبت اعلام شد. این کشتی قرار بود در ۴ فوریه یوکوهاما را برای انجام سفر بعدی خود ترک کند، اما در همان روز، برای فراهم‌کردن امکان پایش و آزمایش خدمه و مسافرانی که هنوز سوار این کشتی بودند برای مقامات ژاپنی، اعلام شد که شروع سفر کشتی تأخیر خواهد داشت. در ۴ فوریه مقامات ژاپنی اعلام کردند که با توجه به مثبت بودن نتیجهٔ آزمایش کرونای جدید برای ۱۰ نفر از افراد سوار بر کشتی، علاوه بر لغو سفر، این کشتی قرنطینه خواهد شد.
مجموعاً ۳٬۷۰۰ مسافر و خدمهٔ این کشتی توسط وزارت بهداشت، کار و رفاه ژاپن برای مدتی که در ابتدا قرار بود ۱۴ روز به‌طول بینجامد، در نزدیکی بندر یوکوهاما قرنطینه شدند. در ۷ فوریه مجموع تعداد تأییدشدهٔ افراد مبتلای سوار بر کشتی به ۶۱ نفر رسید. سه مورد دیگر نیز در ۸ فوریه شناسایی شدند و تعداد مبتلایان به ۶۴ نفر رسید. پس از آن با شناسایی ۶ مورد دیگر در ۹ فوریه، و ۶۵ مورد دیگر در ۱۰ فوریه، مجموع تعداد مبتلایان به ۱۳۵ نفر افزایش یافت.
در ۱۱ فوریه ۳۹ مورد جدید ابتلا که شامل یک افسر قرنطینه نیز می‌شد، در این کشتی شناسایی شده و تعداد کل مبتلایان به ۱۷۴ مورد رسید. طبق گزارش‌ها، افرادی که ابتلای آن‌ها تأیید شده‌بود، برای معالجه به ساحل آورده‌شدند. در ۱۳ فوریه نتیجهٔ آزمایش ویروس برای ۴۴ نفر دیگر مثبت اعلام شد و تعداد کل مبتلایان به ۲۱۸ مورد رسید. در ۱۵ فوریه نیز با افزوده‌شدن ۶۷ نفر دیگر به‌شمار مبتلایان، این تعداد به ۲۸۵ مورد افزایش پیدا کرد. با شناسایی ۷۰ فرد مبتلای دیگر در ۱۶ فوریه، تعداد افراد مبتلا به رقم ۳۵۵ نفر رسید. در ۱۷ فوریه، وزارت بهداشت، کار و رفاه ژاپن اعلام کرد که با شناسایی ۹۹ مورد ابتلای جدید، مجموع مبتلایان در این کشتی به ۴۵۴ نفر رسیده که ۳۳ نفر از آن‌ها از خدمهٔ کشتی هستند. با تأیید ۸۸ مبتلای دیگر در ۱۸ فوریه مجموع موارد ابتلا در کشتی به ۵۴۲ نفر افزایش یافت.
کنتارو ایواتا، یک متخصص بیماری‌های عفونی در دانشگاه کوبه که از کشتی بازدید کرده‌بود، در ۱۸ فوریه با انتشار دو ویدئو در یوتیوب، که به‌طور وسیعی دست‌به‌دست شدند، به‌شدت از فرایند مدیریت وضعیت انتقاد کرد. او دایموند پرینسس را یک «کارخانهٔ کووید-۱۹» دانست و گفت مناطقی از کشتی که احتمال می‌رفت به ویروس آلوده شده‌باشند به هیچ طریقی از مناطق عاری از ویروس جدا نشده‌بودند، خطاهای متعددی در زمینهٔ معیارهای کنترل سرایت وجود داشت و هیچ شخص حرفه‌ای مسئولیت پیشگیری از سرایت را بر عهده نداشت—مسئولیت همه‌چیز بر عهدهٔ مأموران دولتی بود. مقامات ژاپنی این اتهام‌ها را رد کردند. در حالی که مرکز کنترل و پیشگیری بیماری ایالات متحده تلاش‌ها برای برقراری قرنطینه را ستوده‌بود، اما ارزیابی آن‌ها این بود که ممکن است این اقدام برای پیشگیری از انتقال ویروس بین افراد حاضر در کشتی کافی نبوده‌باشد. آنتونی فائوچی، رئیس مؤسسه ملی آلرژی و بیماری‌های عفونی آمریکا گفت که فرایند قرنطینه شکست خورده‌است. یک روز پس از آن، یوشیهیرو تاکایاما، یکی از آشنایان ایواتا و پزشکی که بر روی دایموند پرینسس مشغول به کار بود، پستی را در صفحهٔ فیسبوک خود منتشر کرد که در آن به مواردی تحت عنوان خطاهایی در تفسیر ایواتا از وضعیت اشاره شده‌بود. یک روز پس از انتشار پست تاکایاما در فیسبوک، ایواتا ویدئوهای خود را حذف کرد و از کسانی که درگیر موضوع بودند عذرخواهی کرد، اما همچنان بر نظر خود مبنی بر بی‌نظمی حاکم بر وضعیت کشتی پافشاری کرد. در گزارش مقدماتی مؤسسه ملی بیماری‌های عفونی ژاپن، که بر پایهٔ ۱۸۴ مورد شناسایی‌شدهٔ اولیه تهیه شده‌بود، تخمین زده‌شد که بیشتر روند انتقال ویروس بین سرنشینان پیش از برقراری قرنطینه اتفاق افتاده‌است. تا تاریخ ۲۷ فوریه، نتیجهٔ آزمایش دست‌کم ۱۵۰ نفر از خدمهٔ کشتی برای آلودگی به ویروس مثبت بوده‌است. نوریو اوماگاری، مشاور عالی دولت و رئیس مرکز کنترل و پیشگیری بیماری ژاپن اقرار کرده‌است که روند این قرنطینه بی‌نقص نبوده‌است.
تا روز ۱ مارس تمامی مسافران و خدمه از این کشتی پیاده شده‌اند.

## جمعیت‌شناسی
از ۳٬۷۱۱ نفری که سوار دایموند پرینسس بودند، ۱٫۰۴۵ نفر خدمه و ۲٬۶۶۶ نفر مسافر بودند. میانگین سنی خدمه ۳۶ سال و میانگین سنی مسافران ۶۹ سال بود. ۵۵٪ از مسافران زن، و ۸۱٪ از خدمه مرد بودند. از ۷۱۲ مورد ابتلا، ۱۴۵ مورد در میان خدمه و ۵۶۷ مورد در میان مسافران رخ داد.

## کشته‌شدگان
دو مسافر در ۲۰ فوریه، و سومین مسافر در ۲۳ فوریه بر اثر ابتلا به کرونای جدید درگذشتند که تمامی آن‌ها شهروند ژاپن و دارای سن بالاتر از ۸۰ سال بودند. در ۲۵ فوریه نیز یک مرد مسن ژاپنی به‌عنوان چهارمین مورد مرگ بر اثر ابتلا به این ویروس گزارش شد. یک زن ۷۰ سالهٔ ژاپنی، که در ۶ فوریه ابتلای او به این بیماری مشخص شده‌بود، پنجمین فرد کشته‌شده در این کشتی بود که در ۲۸ فوریه درگذشت. در همان روز یک مرد بریتانیایی نیز به‌عنوان ششمین کشته بر اثر کروناویروس در این کشتی اعلام شد. در ۱ مارس، یک مرد استرالیایی مبتلا به کروناویروس، که از کشتی پیاده شده‌بود، در کشور استرالیا درگذشت و به نخستین فرد استرالیایی تبدیل شد که بر اثر ابتلا به کووید-۱۹ کشته می‌شود.

## برنامهٔ سفر
| تاریخ     | رسیدن | عزیمت | بندر                | بیمار صفر ۸۰ ساله |
| --------- | ----- | ----- | ------------------- | ----------------- |
| ۲۰ ژانویه |       | ۱۷:۰۰ | یوکوهاما ژاپن       | سوار شده          |
| ۲۲ ژانویه | ۷:۰۰  | ۲۱:۰۰ | کاگوشیما، ژاپن      |                   |
| ۲۵ ژانویه | ۷:۰۰  | ۲۳:۵۹ | هنگ‌کنگ              | پیاده‌شده          |
| ۲۷ ژانویه | ۷:۰۰  | ۱۶:۰۰ | چان مای، ویتنام     |                   |
| ۲۸ ژانویه | ۸:۰۰  | ۱۸:۰۰ | خلیج‌ها لونگ، ویتنام |                   |
| ۳۱ ژانویه | ۷:۰۰  | ۱۷:۰۰ | کیلونگ، تایوان      |                   |
| ۱ فوریه   | ۱۲:۰۰ | ۲۳:۰۰ | اوکیناوا، ژاپن      | نتیجهٔ آزمایش مثبت |
| ۴ فوریه   |       |       | یوکوهاما            |                   |

## تعداد موارد تأییدشده
| تاریخ (ژاپن)                                                          | آزمایش‌شده (فزاینده) | تأییدشده (فزاینده) | توضیحات و منابع            |
| --------------------------------------------------------------------- | ------------------- | ------------------ | -------------------------- |
| ۳ فوریه                                                               |                     |                    | در بندر یوکوهاما پهلو گرفت |
| ۵ فوریه                                                               | ۳۱                  | ۱۰                 | [ ۵۳ ]                     |
| ۶ فوریه                                                               | ۱۰۲                 | ۲۰                 | محاسبه‌شده بر پایه گزارش‌ها  |
| ۷ فوریه                                                               | ۲۷۳                 | ۶۱                 | [ ۵۴ ]                     |
| ۸ فوریه                                                               | ۲۷۹                 | ۶۴                 | [ ۵۵ ]                     |
| ۹ فوریه                                                               | ۳۳۶                 | ۷۰                 | [ ۵۶ ]                     |
| ۱۰ فوریه                                                              | ۴۳۹                 | ۱۳۵                | [ ۵۷ ]                     |
| ۱۲ فوریه                                                              | ۴۹۲                 | ۱۷۴                | محاسبه‌شده بر پایه گزارش‌ها  |
| ۱۳ فوریه                                                              | ۷۱۳                 | ۲۱۸                | [ ۵۸ ]                     |
| ۱۵ فوریه                                                              | ۹۳۰                 | ۲۸۵                | شامل ۷۳ مورد فاقد علائم    |
| ۱۶ فوریه                                                              | ۱٬۲۱۹               | ۳۵۵                | شامل ۱۱۱ مورد فاقد علائم   |
| ۱۷ فوریه                                                              | ۱٬۷۲۳               | ۴۵۴                | شامل ۱۸۹ مورد فاقد علائم   |
| ۱۸ فوریه                                                              | ۲٬۴۰۴               | ۵۴۲                | شامل ۲۵۴ مورد فاقد علائم   |
| ۱۹ فوریه                                                              | ۳٬۱۱۱               | ۶۲۱                | شامل ۳۲۲ مورد فاقد علائم   |
| ۲۰ فوریه                                                              | ۳٬۰۶۳               | ۶۳۴                | شامل ۳۲۸ مورد فاقد علائم   |
| ۲۶ فوریه                                                              | ۴٫۰۶۱               | ۷۰۵                | شامل ۳۹۲ مورد فاقد علائم   |
| ۵ مارس                                                                | ۱* ۳٬۶۱۸            | ۲* ۶۹۶             | شامل ۴۱۰ مورد فاقد علائم   |
| ۱*: تعداد واقعی افراد آزمایش شده. ۲*: به‌جز موارد کشف شده پس از تخلیه. |                     |                    |                            |

## توضیحات
1. ↑  برنامهٔ سفر اصلی دایموند پرینسس ۴ فوریه ۲۰۲۰ را به‌عنوان تاریخ بازگشت ذکر کرده بود، اما کشتی یک روز زودتر به بندر رسید.[۱۶]